# Marktkirche St. Veit (Dorfen)

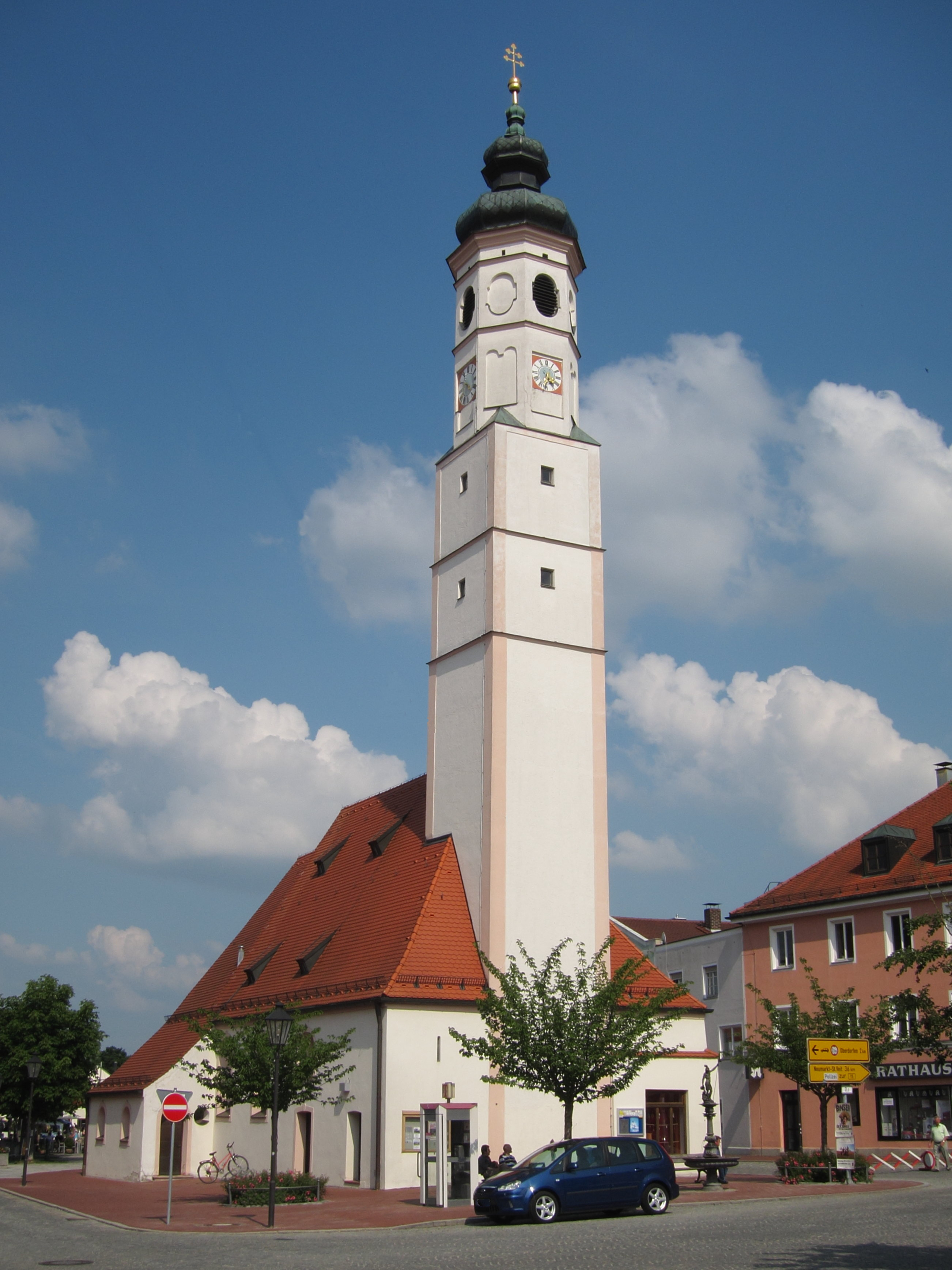
St. Veit aus nordwestlicher Richtung

Die Marktkirche St. Veit ist eine dem Patrozinium des heiligen Vitus (Gedenktag: 15. Juni) unterstellte spätgotische Filialkirche, die im Zentrum der kreuzförmig angelegten Altstadt von Dorfen liegt, etwa 350 m südöstlich ihrer Pfarrkirche Mariä Himmelfahrt. St. Veit teilt die Altstadt in den Unteren Markt und den Marienplatz (von Osten nach Westen) und in Kirchtorplatz und Rathausplatz (von Norden nach Süden).

## Künstlerische Gestaltung

### Architektur
Die Kirche ist ein früher Spätgotik-Bau von 1390. Sie besitzt ein dreijochiges Langhaus mit barocker Flachputzdecke und einen zweijochigen Chor mit Dreiachtelschluss und gotischem Tonnengewölbe. An der Westwand angebaut ist der hohe, schlanke Turm (der eine ganz leichte Schieflage aufweist) mit barocker Zwiebelhaube, nördlich und südlich davon sind Ladenanbauten. Am Turm befinden sich vier Uhren, auf der Südseite des Turmes zusätzlich eine Sonnenuhr.

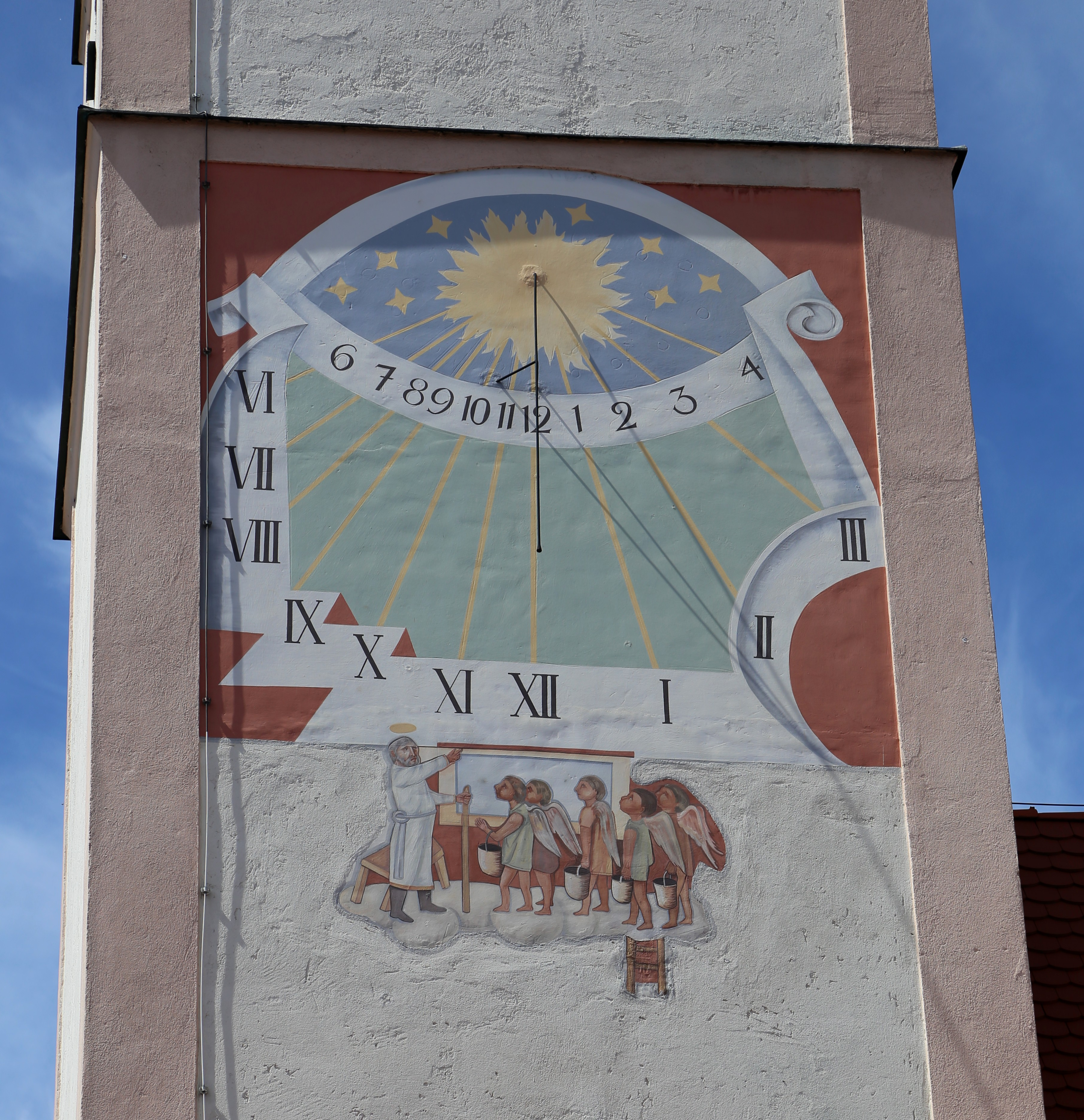
Sonnenuhr an der Südseite des Kirchturms

### Innenraum
Betreten wird die Marktkirche durch das barrierefreie Nord- oder zweiflüglige Südportal. Diese führen hinter den Volksstühlen, die durch ein Eisengitter getrennt sind, in das Langhaus. An der südlichen Innenwand sind die 14 Nothelfer angebracht, die aus der Eibacher Kirche stammen. An der nördlichen Innenwand hängt ein großes Kruzifix. Im Chorraum befinden sich Heiligenfiguren der vier Evangelisten an den Außenwänden.
Vor der Renovierung 2020 bis 2022 waren dort ebenfalls Silberbüsten der Heiligen Joachim und Anna angebracht.
Das Deckenfresko im Langhaus zeigt eine historische Ortsdarstellung Dorfens des Malers Johann Mang von 1799. Das Fresko, das sich über dem Chorraum befindet, zeigt eine Darstellung des heiligen Vitus, in der er sich weigert ein Götzenbild anzubeten.
Im Zuge der Renovierungsarbeiten von 2020 bis 2022 wurde der „Organistenbalkon“ wieder durch eine Empore ersetzt, die 1962 entfernt worden war.

#### Altäre
Im Langhaus befinden sich zwei hochbarocke Seitenaltäre, die 1676 und 1681 der Dorfener Schreiner Hieronymus Reizer anfertigte. Der nördliche Seitenaltar enthält die Gnadengruppe aus der abgebrochenen Filialkirche Hl. Blut (Rinning), die Christus als Schmerzensmann, umgeben von den Heiligen Sebastian und Barbara, zeigt. Im Altarauszug ist die heilige Veronika mit dem Schweißtuch zu sehen. Im Zentrum des südlichen Seitenaltars befindet sich eine Marien-Gnadenstatue, im Auszug eine Figur des heiligen Florian.
Der spätbarocke Hochaltar von ca. 1730 stammt aus der zur Pfarrei Maria Dorfen gehörenden Filialkirche in Kienraching und wurde 1982 mit der Barockfigur des heiligen Vitus, umgeben von Figuren der Heiligen Petrus und Paulus, anstelle des ursprünglichen Altarblatts eingebaut.

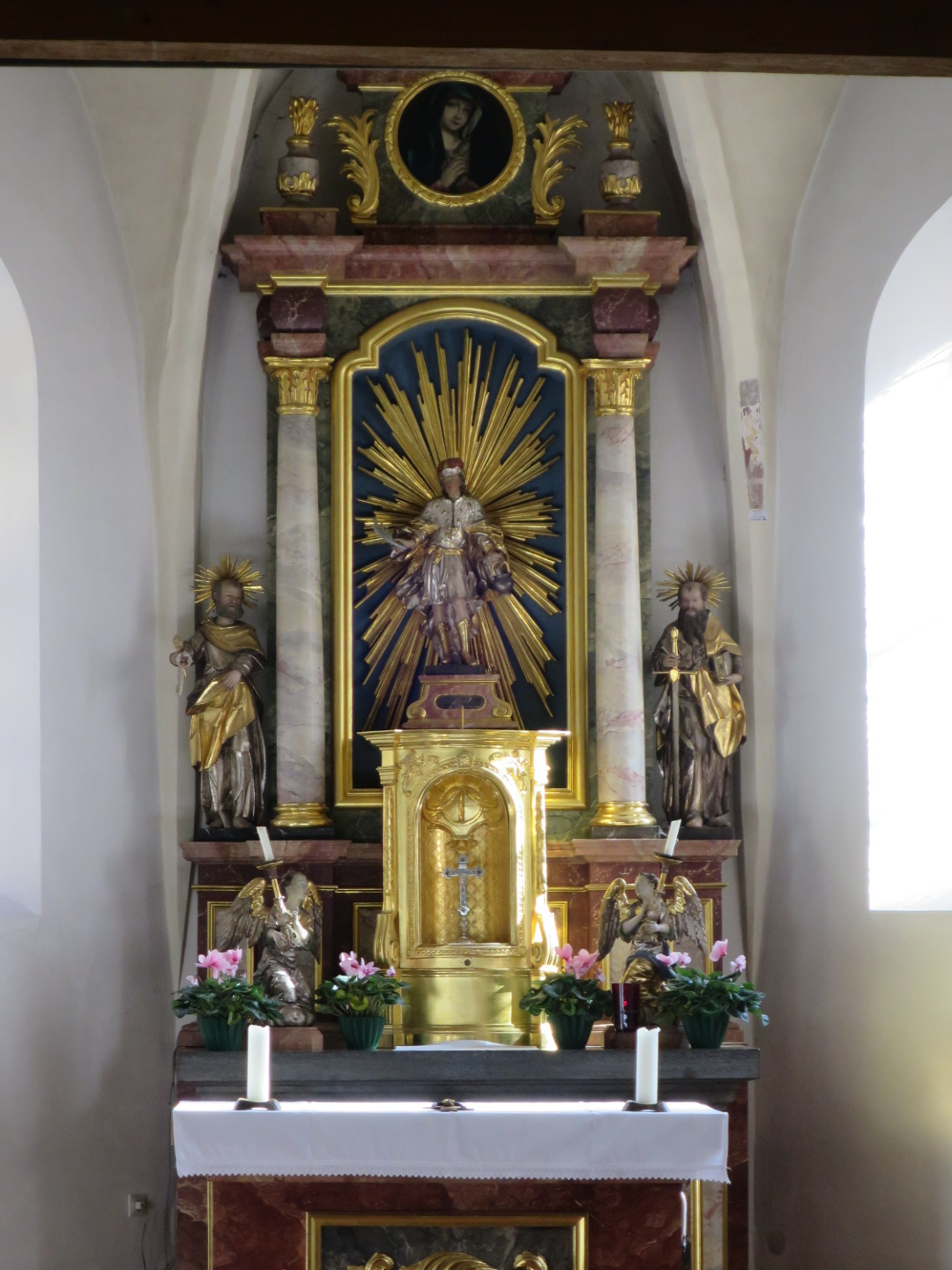
Hochaltar St. Veit

Der neue Volksaltar wurde vom Metallbauer Michael Reich nach dem Entwurf von Sabine Straub angefertigt. Bei einem Festgottesdienst am 18. September 2022 wurde dieser durch Weihbischof Bernhard Haßlberger geweiht. Dabei wurden Reliquien des hl. Korbinian und hl. Otto von Freising angebracht.

### Glocken
In dem hohen, schlanken Turm befindet sich ein Bronzegeläut aus vier Glocken in der Schlagtonfolge cis2–e2–fis2–a2.

### Außenraum
Auf der Ostseite der Marktkirche zum Unteren Markt befindet sich das Kriegerdenkmal Dorfens für die Gefallenen der beiden Weltkriege des 20. Jahrhunderts.
Auf der Westseite zum Marienplatz steht der Floriansbrunnen, ein gusseiserner Laufbrunnen im Stil der Neurenaissance aus dem letzten Viertel des 19. Jahrhunderts.